# João Valério
João Valério de Oliveira (Itacoatiara, 25 de janeiro de 1928 – São Paulo, 1 de outubro de 1973) foi um político e professor brasileiro.

## Biografia
João Valério começou a carreira política como vereador em Itacoatiara em 1952, pelo Partido Trabalhista Brasileiro (PTB), do qual se desfiliou por brigas políticas internas, indo para o Partido Libertador (PL). Em 1958 elegeu-se deputado estadual do Amazonas, transferindo-se para Manaus, onde passou a lecionar história no Colégio Amazonense Dom Pedro II.
Formou-se na Faculdade de Direito, que hoje integra a Universidade Federal do Amazonas), em 1970.

### Ditadura
Com o golpe militar, o deputado — que apoiava o governador Plínio Coelho —, cassado pelos militares, passou a ser visado, sofrendo uma prisão domiciliar por 37 dias, em sua casa no bairro de Adrianópolis, onde foi obrigado a queimar seus livros sobre os movimentos de esquerda.
Apesar de não ter sido cassado pelos militares, continuou sendo vigiado. Em 1966 ajudou a fundar o Movimento Democrático Brasileiro (MDB) no Amazonas.

## Homenagem
Atualmente João Valério é homenageado com uma rua importante em Manaus, a principal do Conjunto de Vieiralves, no bairro Nossa Senhora das Graças. A rua João Valério é conhecida pelos mini-shoppings voltados à elite manauara.
João Valério também foi homenageado na sua cidade natal com uma escola com seu nome.